# Hekou, Anhui
Hekou (kinesiska: 河口) är en köping i östra Kina. Den ligger i Huoqiu härad i staden Lu'an i provinsen Anhui, omkring 110 kilometer väster om provinshuvudstaden Hefei. Antalet invånare är 21631. Befolkningen består av 10 555 kvinnor och 11 076 män. Barn under 15 år utgör 16,0 %, vuxna 15-64 år 73 %, och äldre över 65 år 10,0 %.